# Konsumentteori
Konsumentteori är en teori i mikroekonomi som beskriver hur en konsument värderar, efterfrågar olika varor beroende på hur de nyttjas.
Ett centralt begrepp är priselasticitet som beskriver hur efterfrågan varierar med pris.
Beroende på hur konsumenten värderar varor kan de delas in i olika klasser. Bland annat skiljer man mellan en normal vara där konsumenten ökar sin konsumtion när inkomsten ökar, och en inferiör vara där konsumtionen minskar med ökande inkomst. En positionsvara är en vara som är begränsad men beständig.